# Битка за Холандску Источну Индију
Битка за Холандску Источну Индију, вођена од децембра 1941. до марта 1942. године, била је део рата на Пацифику током Другог светског рата. Упркос отпору малобројних и слабо организованих холандских, британских, аустралијских и америчких снага, завршена је јапанском победом и освајањем холандских поседа у Источној Индији (данашња Индонезија).

## Позадина
Холандска Источна Индија је, као извор важних стратегијских сировина неопходних јапанској индустрији и солидна основица за продирање у јужну Азију, представљала један од најважнијих циљева јапанског освајања у почетној фази операција на Пацифику.
У јапанским плановима за инвазију југоисточне Азије, Индонезија је, заједно са Малајом, претстављала главни објект напада. Да би се што пре домогли њених база и упоришта, а такође и великих природних богатстава, што је био предуслов даљих освајања ка Аустралији, Јапанци су почели инвазију индонежанског архипелага у другој половини децембра 1941.

## Супротстављене снаге
Почетним операцијама планом за напад на Индонезију, одређен је део снага 2. флоте (адмирал Н. Кондо), које су упоредо са окончањем операција на Малаји и Филипинима, постепено ојачаване, да би, најзад, у нападу на Јаву била ангажована читава флота. За десантне операције предвиђене су снаге КоВ јачине 4-5 дивизија из састава Јужне војске, а за ваздушну подршку, поред флотне авијације (око 150 авиона), око 300 авиона са база на копну.
Савезници нису имали конкретан план за одбрану Индонезије, а с обзиром на расположиве снаге, одбрана је, углавном, почивала на поморским и ваздухопловним снагама. Оне су требале да нападају јапанске поморске конвоје у приближавању Индонезији. За одбрану Индонезије савезници су располагали холандском флотом адмирала Конрада Хелфриха (хол. Conrad Helfrich) од 3 лаке крстарице, 7 разарача и 16 подморница; британско-аустралијанским снагама од 1 тешке и 2 лаке крстарице и 3 разарача; и америчком азијском флотом адмирала Томаса Харта (енгл. Thomas Hart) од 1 тешке и 2 лаке крстарице и 13 разарача, која се 10. децембра 1941. повукла са Филипина.
Од ваздухопловних снага савезници су имали око 200 холандских и 100 америчких авиона, који су знатним делом са база на суматри учествовали у одбрани Малаје. Иако бројно јаче од ангажованих јапанских јединица, холандско-индонежанске копнене снаге (око 65.000 на Јави и 10.000 на Суматри, 2.800 на острву Амбон и 500 на осрву Тимор) претежно полицијске намене, биле су недовољно обучене и слабо наоружане, ако и незнатни британски (око 5.500 на Јави), аустралијски (око 3.000 на Јави, 1.170 на Амбону и 1.400 на Тимору) и амерички (око 700 на Јави) одреди ангажовани у одбрани Индонезије. Све расположиве снаге обједињене су под заједничку команду (енгл. American-British-Duch-Australian Command-ABDACOM), на челу са британским маршалом Арчибалдом Вејвелом, од 15. јануара 1942. Команда над свим поморским снагама поверена је америчком адмиралу Томасу Харту, а од 15. фебруара холандском адмиралу Конраду Хелфриху. До почетка фебруара поморске снаге различитих држава представљале су посебне одреде који су потом обједињени у заједничку ескадру. Решено је да се главне снаге ангажују у одбрани острва Јаве, а на осталим вађнијим стратегијским тачкама да се задрже само слабији делови.

## Ратне операције

### Борнео, Целебес и Тимор
Освајање Холандске Источне Индије отпочело је искрцавањем на северозападну обалу Борнеа (Калимантан) 17. децембра 1941. Нешто касније уследила је су још два искрцавања која су довела до  заузимања свих важнијих лука на том делу обале. Јапанска 16. армија, којој је било поверено освајање Холандске Источне Индије , била је подељена у три групе - Западну, Централну и Источну. Јапанска Централна група је од 11. јануара 1942. извела низ узастопних десаната и овладала источном обалом Борнеа. У току тих операција дошло је 23/24. јануара на мору, у Макасарском пролазу, до краћег боја у којем су Јапанци изгубили неколико бродова, али то није битно утицало на даљи ток операције. После низа десаната, од 11. јануара до 20. фебруара, Источна група је заузела острва Целебес, Амбон, Тимор и Бали. Отпор на острвима био је слаб. Ни поморски састави савезника нису били у стању да зауставе надирање Јапанаца, иако су учињени покушаји да се успори. Тако је ноћу 19/20. фебруара мешовити холандско-амерички састав бродова напао јапанске бродове у пролазу Бадунг између оства Бали и Ломбок, оштетио 1 разарач и 1 транспортни брод, а изгубио 1 разарач.

### Суматра и Јава
Освајањем острва Холандске Источне Индије, Јапанци су у фебруару практично пресекли везу између Аустралије и британских поседа у југоисточној Азији. Настављајући заузимање Холандске Источне Индије, Западна група 16. армије се 14. фебруара искрцала на Суматру и до 28. марта присилила холандске трупе на капитулацију.
Јапанци су за инвазију Јаве употребили делове Западне и Источне групе и целу 2. флоту (4 бојна брода, 5 носача авиона, 8 тешких, 6 лаких крстарица и око 50 разарача). Освајање Јаве почело је 28. фебруара/1. марта, искрцавањем на северозападни и североисточни део острва; већ 8. марта престао је сваки отпор. У неуспелом покушају да се супротстави јапанском искрцавању, мешовита савезничка ескадра састављена од холандских, британских, америчких и аустралијских бродова (2 тешке, 3 лаке крстарице и 10 разарача) била је тешко поражена у бици у Јаванском мору, 27-28. фебруара. До краја марта јапанске снаге су заузеле целу Холандску Источну Индију.